# Чадско-либийски конфликт
Чадско-либийският конфликт е положение, характеризиращо се със спорадични военни действия в Чад от 1978 до 1987 година, водени от либийски и чадски военни сили. Либия се намесва във вътрешните работи на Чад преди 1978 година и дори преди Муамар Кадафи да вземе властта през 1969. Това става през 1968 година, когато либийският крал Идрис I оказва известна логистична помощ на въстаническата група ФРОЛИНАТ. По този начин Либия още тогава взема отношение към разразяващата се гражданска война в Чад.
Чадско-либийският конфликт включва четири поредни интервенции на Либия в Чад: през 1978, 1979, 1980-81 и 1983-87. Във всеки един от случаите Кадафи действа с подкрепата на няколко групировки, участващи в гражданската война. Опонентите на Либия намират подкрепа във френското правителство, което се намесва с военни средства, за да спаси чадското правителство през 1978, 1983 и 1986 година.
Военният модел на действията се очертава през 1978, когато либийците осигуряват бронирана техника, артилерия и въздушна подкрепа, а чадските им съюзници – пехота, която поема по-голямата част от разузнаването и бойните действия. Този модел се променя драстично през 1986 година, малко преди края на войната, когато всички чадски сили се обединяват и застават срещу либийската окупация на Северен Чад. За първи път в Чад има толкова голямо военно-политическо обединение. Това лишава либийските сили от пехотата, на която дотогава винаги са разчитали, и то точно когато трябва да влязат в бой с мобилна армия. Противниците на либийците са добре оборудвани с противотанкови и противовъздушни ракети, които неутрализират либийското огнево превъзходство. Резултатът е т.нар. Война на тойотите, която завършва с изтласкването и изгонването на либийците от Чад, което поставя край на целия конфликт.
Първоначалният мотив на Кадафи да започне действия срещу Чад е амбицията му да анексира ивицата Аузу, която се намира в най-северните части на Чад. Кадафи твърди, че тя принадлежи на Либия въз основа на нератифициран договор от колониалния период. През 1972 година, по оценката на историка Марио Азевадо, новите му цели са създаването на клиентска държава под „коремната“ област на Либия, която да бъде ислямска република, основаваща се на джамахирията му. Тази държава би поддържала близки взаимоотношения с Либия и би подсигурила контрола му върху ивицата Аузу. Накрая, той също цели изтласкването на французите от региона и използването на Чад като база, от която да увеличи влиянието си в Централна Африка.

## Ход

### Окупация на ивицата Аузу
Либийската намеса в Чад, според някои, започва през 1968 година, по време на Гражданската война в Чад, когато въстаническата организация ФРОЛИНАТ (Мюсюлмански национален фронт за освобождение на Чад) разширява периметъра на партизанските действия срещу християнския президент Франсоа Томбалбайе по посока северната префектура Борку-Енеди-Тибести (днешният регион със същото име). Либийският крал Идрис I подкрепя ФРОЛИНАТ, тъй като от дълго време съществуват здрави връзки между двете страни. За да запази отношенията с бившия колониален владетел на Чад и настоящ покровител – Франция – Идрис ограничава ролята си до осигуряването на убежище и невоенни провизии за чадските въстаници в Либия.
Ситуацията се променя след 1 септември 1969 година, когато Идрис е свален с военен преврат от полковник Муамар Кадафи. Кадафи предявява претенции към ивицата Аузу в Северен Чад, което обосновава с нератифициран договор, подписан от Италия и Франция през 1935 година. Двете страни са някогашните колониални владетели на Либия и Чад, съответно. Подобни претенции са изявени по-рано от Идрис през 1954 година, когато той се опитва да окупира Аузу, но войската му е отблъсната от Френските колониални сили.
Въпреки че отначало подхожда с резерви към ФРОЛИНАТ, Кадафи променя възгледите си до края на 1970 година и започва да гледа на него като полезна за целите му организация. С помощта на държави от Съветския блок, главно ГДР, той обучава и въоръжава въстаниците и ги подпомага с финансови средства. На 27 август 1971 година Кадафи се опитва да организира преврат срещу Франсоа Томбалбайе, който пропада. Възможно е този опит да е продиктуван от напрежението в Либия, след като на 24 юли половината от местата в чадския кабинет са дадени на мюсюлмански политици и така се укрепват християнско-мюсюлманските връзки в страната. Този ход, макар отблъснат от ФРОЛИНАТ, е интерпретиран от Кадафи като заплаха за влиянието му в Чад.
Още в същия ден, в който превратът претърпява поражение, Томбалбайе скъсва дипломатическите връзки с Либия и кани всички либийски опозиционни групи в Чад, където да изградят свои бази. Освен това той започва да претендира за областта Фезан на базата на „исторически права“. В отговор, на 17 септември Кадафи признава ФРОЛИНАТ за единственото законно правителство на Чад, а през октомври чадският външен министър Баба Хасан осъжда либийските „експанзионистки идеи“ в ООН.
С френски натиск върху Либия и медиаторството на Хамани Диори, президента на Нигер, двете страни подновяват дипломатическите си отношения на 17 април 1972 година. Малко след това Томбалбайе скъсва дипломатическите връзки с Израел и според определени източници тайно приема да отстъпи ивицата Аузу на Либия на 28 ноември. В замяна, Кадафи обещава 40 милиона паунда на чадския президент и двете страни подписват Договор за приятелство през декември. Кадафи оттегля подкрепата си за ФРОЛИНАТ и принуждава лидера му, Аба Сидик, да премести централата си от Триполи в град Алжир. Свидетелство за добрите отношения са посещението на Кадафи в Нджамена през март 1974, както и учреждаването на обща банка, която осигурява инвестиционни средства на Чад.
Шест месеца след подписването на договора от 1972, либийски войници навлизат в Аузу и установяват военновъздушна база. Тя се намира съвсем малко на север от нея и е защитена с ракети земя-въздух. Създава се гражданска администрация, обвързана с Куфра, а на няколкото хиляди жители на ивицата е предложено либийско гражданство. От този момент нататък, ивицата Аузу се представя на либийските карти като либийска територия.
Точните договорености, срещу които Либия получава Аузу, все още не са напълно изяснени. Съществуването на тайно споразумение между Томбалбайе и Кадафи е разкрито чак през 1988 година, когато либийският президент показва копие на писмо, в което Томбалбайе признава либийските претенции. Учени като Бернард Лане обаче твърдят, че формално споразумение не е сключено, и че Томбалбайе просто е сметнал за благоразумно за себе си да не споменава окупацията на част от държавата си. Освен това, когато Либия е изправена пред Международния съд в Хага през 1993 година, Либия не успява да представи оригинала на споразумението.

### Експанзията на въстаниците
Сближаването на двете страни не трае дълго, тъй като на 13 април 1975 година Томбалбайе е свален с държавен преврат и неговото място е заето от генерал Феликс Малум. Тъй като близките отношения с Либия са една от причините за преврата, Кадафи приема смяната на властта като заплаха за влиянието му в Чад, и съответно подновява доставките за ФРОЛИНАТ.
През април 1976 е направен опит за убийството на Малум, който е подкрепен от Кадафи. През същата година либийски войници извършват набези в Централен Чад в съдружие с войски на ФРОЛИНАТ. Либийският активизъм започва да създава неприятности на най-силната фракция на ФРОЛИНАТ – Команден съвет на Въоръжените сили на Севера (КСВСС). През октомври 1976, след като разискват въпроса за интересите на Либия, дейците на КСВСС се разцепват и малцинството напуска милицията. То сформира Въоръжените сили на Севера (ВСС) с лидер Хисен Хабре, който е настроен срещу Либия. Мнозинството, което е готово да подкрепи съюз с Кадафи, е командвано от Гукуни Уедеи. Втората група по-късно променя името си на Народни въоръжени сили (НВС).
В тези години, подкрепата на Кадафи е предимно морална, и той снабдява въстаниците само с ограничени количества оръжие. Всичко това се променя през 1977, когато либийците доставят на хората на Гукуни стотици автомати АК-47, няколко дузини базуки, 81- и 82-mm минохвъргачки и безоткатни оръдия. Въоръжени с тези оръжия, през юни НВС атакуват укрепления на Въоръжените сили на Чад (ВСЧ) в Бардаи и Зуар в планината Тибести и Унианга Кебир в Борку. С тази атака Гукуни поема пълния контрол върху Тибести, тъй като Бардаи, обсаден на 22 юни, се предава на 4 юли, а Зуар се евакуира. ВСЧ губят 300 войника, а многобройните им военни провизии попадат в ръцете на въстаниците. Унианга е атакувана на 20 юни, но е спасена временно от френските военни съветници, които тогава са там.
През същата година, след като става ясно, че Либия използва Ивицата Аузу като база за по-задълбочени действия в Чад, Малум решава да повдигне въпроса за окупацията на Аузу пред ООН и пред Организацията за африканско единство. Малум също така решава, че са му необходими нови съюзници. По тази причина, той договаря формален съюз с Хабре и сключва Хартумското споразумение през септември. Това споразумение се пази в тайна до 22 януари, когато е подписан Фундаментален устав. Няколко месеца по-късно, на 29 август 1978, новото Правителство на националното единство е сформирано, а негов министър-председател е Хисен Хабре. Споразумението Малум-Хабре активно се промотира от Судан и Саудитска Арабия, като и двете държави искат да избегнат създаването на радикален Чад, контролиран от Кадафи, и съзират в Хабре – политик с име на верен мюсюлманин и антиколониален деец, единствената възможност за осуетяване на плановете на полковника.

### Либийска ескалация
Кадафи счита, че споразумението Малум-Хабре е сериозна заплаха за влиянието му в Чад, и реагира бързо. Интензивността на либийското вмешателство достига невиждани размери. За първи път, на 29 януари 1978, с активното участие на либийските сухопътни части НВС на Гукуни предприема т.нар. офанзива Ибрахим Абача, насочена срещу последните аванпостове на правителството в Северен Чад – Фая-Ларжо, Фада и Унианга Кебир. Нападенията имат пълен успех и Гукуни и либийците поемат пълен контрол върху префектура Борку-Енеди-Тибести.
Решителната конфронтация между силите на Либия и НВС, от една страна, и чадската редовна армия, се провежда при Фая-Ларжо, която е административен център на Борку-Енеди-Тибести. Защитата на града е поета от 5000 чадски войника, но тя е пробита на 18 февруари след тежки боеве с 2500 въстаника, подкрепени от вероятно 4000 либийски войници. Либийците, изглежда, не са се включили пряко в сраженията; моделът, който е използван тогава и който ще бъде повторен многократно в бъдеще, е либийците да осигуряват бронираната техника, артилерията и въздушната подкрепа. Въстаниците също са сравнително добре оборудвани и разполагат с преносими зенитно-ракетни комплекси Стрела 2.
Гукуни пленява около 2500 души след тези победи и след онези през 1977 година. В резултат на това, ВСЧ губят поне 20% от войската си, а в частност Номадската и националната гвардия (ННГ) е осакатена след падането на Фада и Фая. Гукуни използва тези победи, за да укрепи позицията си във ФРОЛИНАТ. По време на конгрес във Фая, организиран с помощта на Либия през март, основните въстанически фракции се обединяват и номинират Гукуни за нов генерален секретар на ФРОЛИНАТ.
Реакцията на Малум към офанзивата Гукуни-Кадафи е скъсването на дипломатическите отношения с Либия на 6 февруари и повдигането на въпроса за либийското участие в боевете пред Съвета за сигурност на ООН. Освен това той засяга и въпроса за либийската окупация на ивицата Аузу. На 19 февруари, след падането на Фая, Малум е принуден да приеме примирие и да оттегли протеста. Примирието е постигнато и със съдействието на Либия, която спира настъплението на Гукуни. Това е причинено от натиска на Франция, която тогава е важен вносител на оръжие в арабската страна.
Малум и Кадафи подновяват дипломатическите отношения на 24 февруари в Сабха, Либия, когато се провежда международна мирна конференция с медиатори като Сейни Кунче (нигерския президент) и суданския вицепрезидент. Под голям натиск от Франция, Судан и Заир, Малум е принуден да подпише Бенгазкото споразумение на 27 март. По силата на този договор, той признава ФРОЛИНАТ и приема ново примирие. Едно от главните условия на споразумението е създаването на общ либийско-нигерски военен комитет, който да се заеме с изпълнението му. Чрез този комитет, Чад легитимира либийската намеса на своя територия. Споразумението съдържа и друга важна за Либия клауза – прекратяването на френското военно присъствие в Чад. Мъртвороденото споразумение е единствено стратегия на Кадафи за подсилване на протежето му Гукуни. То носи и лоши вътрешнополитически последици за Малум, чийто престиж в Южен Чад значително спада, тъй като отстъпките му се приемат като доказателство за слабото му ръководство.
На 15 април – само няколко дена след подписването на примирието, Гукуни напуска Фая и оставя там либийски гарнизон от 800 души. Разчитайки на либийската бронирана техника и въздушна сила, войските на Гукуни завладяват малък гарнизон на ВСЧ и се насочват към столицата Нджамена.
Пред тях се изправят току-що пристигналите френски войски. Предвид първите офанзиви на Гукуни, Малум моли още през 1977 за връщане на френските войници в Чад, но президентът Валери Жискар д'Естен не иска да се ангажира преди парламентарните избори от март 1978. От друга страна, Франция не желае да нанесе вреда на своите изгодни търговски и дипломатически отношения с Либия. В крайна сметка, рязкото влошаване на ситуацията в Чад подтиква френския президент да предприеме операция Тако̀, която започва на 20 февруари и разполага до края на април 2500 войника в Нджамена, за да предпази столицата от бунтовниците.
Решителната битка е при Ати – град, намиращ се на около 430 km североизточно от Нджамена. Гарнизонът в града, състоящ се от 1500 войника, е нападнат на 19 май от дейци на ФРОЛИНАТ, оборудвани с артилерия и съвременни оръжия. Отбраната на града е облекчена с пристигането на бронетанкова техника и чадски специален отряд, както и на Френския чуждестранен легион и 3-ти полк на морската пехота. След два дена в бой, ФРОЛИНАТ е отблъснат и претърпява големи загуби. Тази победа е утвърдена през юни при друго сражение при Джедаа, след което ФРОЛИНАТ признава поражението си и бяга на север. Равносметката им е 2000 убити войника и изоставеното „ултрамодерно оборудване“, което носят със себе си. От голямо значение е пълното въздушно превъзходство на Франция, тъй като либийските военни пилоти отказват да влязат в бой с тях.

### Либийски затруднения
Само няколко месеца след пропадането на офанзивата към столицата, ФРОЛИНАТ изпитва големи вътрешни сътресения, които нарушават целостта на организацията и отслабват либийската власт в Чад. През нощта на 27 август Ахмат Акил, лидерът на бунтовническата Вулканена армия, атакува Фая-Ларжо с помощта на либийските войници. Това дава основания да се твърди, че Кадафи се опитва да свали Гукуни от лидерството му във ФРОЛИНАТ и на негово място да постави Акил. Този опит се проваля, Гукуни изгонва всички либийски военни съветници в Чад и обръща внимание на възможностите за компромис с Франция.
Причините за сблъсъка между Кадафи и Гукуни са както етнически, така и политически. ФРОЛИНАТ е съставен от араби (като Акил) и тубу (като Гукуни и Хабре). Тези етнически различия са отразени и в различните виждания за Кадафи и Зелената книга. Гукуни и неговите последователи, например, не са готови да приемат увещанията на Кадафи да превърнат Зелената книга в официален манифест на ФРОЛИНАТ. Те се опитват да спечелят време, като оставят въпроса да бъде решен след обединяването на движението. Когато движението се обединява и Кадафи отново настоява Зелената книга да бъде приета, различията в Революционния съвет стават очевидни. Много от дейците обявяват своята преданост към оригиналната платформа, издигната през 1966 г. при избирането на Ибрахим Абача за първи генерален секретар. Други обаче, сред които и Акил, напълно одобряват идеите на Кадафи.
В Нджамена присъствието на двете армии – Въоръжените сили на Севера (на премиера Хабре) и Въоръжените сили на Чад (на президента Малум) – са предпоставка за битката за Нджамена. Тя води до колапса на държавата и овластяването на северния елит. Малък инцидент от 12 февруари 1979 прераства в ожесточени боеве между силите на Хабре и Малум, и на 19 февруари войниците на Гукуни влизат в столицата, за да помогнат на премиерската армия. Оценките за човешките жертви са, че до провеждането на първата международна конференция на 16 март, 2000 – 5000 души са убити, а 60 – 70 000 са принудени да избягат от града. Отслабените ВС на Чад напускат столицата, оставят я в ръцете на въстаниците, и се прегрупират на юг под ръководството на Уадел Абделкадер Камуге. По време на битката френският гарнизон безучастно наблюдава събитията и дори има случаи, в които искат от ВВС на Чад да прекратят бомбардировките.
Свикана е международна мирна конференция в Кано, Нигерия, на която присъстват съседките на Чад, Малум като представител на ВСЧ, Хабре – на ВСС, и Гукуни – на НВС. Споразумението в Кано е подписано на 16 март от всички присъстващи, Малум подава оставка, и Държавен съвет под ръководството на Гукуни заема неговото място. Това е резултат от нигерийски и френски натиск за поделяне на властта между Гукуни и Хабре. Французите правят сметка, че по този начин връзките между Гукуни и Кадафи ще бъдат отслабени. Няколко месеца по-късно същите фракции формират Преходно правителство на националното обединение (ППНО), което се запазва благодарение на общия интерес от отвеждане на Либия от Чад.
Въпреки подписването на Споразумението в Кано, Либия е разгневена поради липсата на лидери на Вулканената армия в ППНО и непризнаването на либийските претенции към Ивицата Аузу. След 13 април Либия провежда ограничена военна дейност в Северен Чад и оказва помощ на отцепническото движение на юг. По-съществен отговор идва едва след 25 юни, когато ултиматумът за съставяне на ново, по-широкообхавтно коалиционно правителство, поставен от съседките на Чад на ППНО, изтича. На 26 юни 2500 войника навлизат в Чад и се отправят към Фая-Ларжо. Чадското правителство отправя зов за помощ към Франция. Либийските сили са възпрепятствани от хората на Гукуни, и са принудени от френските разузнавателни самолети и бомбардировачи да се оттеглят. През същия месец фракциите, изключени от ППНО, създават опозиционно правителство в Северен Чад с либийска военна помощ. Неговото име е Фронт за съвместно временно действие (ФСВД).
Боевете с Либия, налагането от Нигерия на икономически бойкот и международният натиск водят до нова международна мирна конференция, която се провежда в Лагос през август. На нея участват всички 11 фракции, които са разположени в Чад. На 21 август е подписано ново споразумение, с което се сформира ново ППНО, което е отворено към всички фракции. Френските войници напускат Чад и са заместени от международна африканска мироопазваща сила. Новото ППНО започва работа през ноември, като президент е Гукуни, вицепрезидент – Камуге, Хабре е министър на отбраната, а Акил е външен министър. Въпреки присъствието на Хабре, новият състав на ППНО има достатъчно про-либийци, което задоволява Кадафи.

### Либийска интервенция
Още от началото става ясно, че Хабре се е изолирал от другите членове на ППНО, към които се отнася с презрение. Неговата враждебност към либийското влияние в Чад се съчетава с лична амбициозност и безмилостност. Наблюдетели заключват, че военачалникът би се задоволил единствено с най-върховния политически пост. В този смисъл се предполага, че рано или късно Хабре и про-либийските фракции ще влязат във въоръжен конфликт, който най-вече ще се води между Хабре и Гукуни.
Както се очаква, сблъсъците в столицата между ВСС (Хабре) и про-либийските групи ескалират. На 22 март 1980 пренебрежим инцидент, както по-рано през 1979, отприщва втората битка за Нджамена. Сблъсъците между ВСС и НВС (Гукуни), всяка от които разполага с по 1000 – 1500 души, носят хиляди човешки жертви и изселването на половината столично население в рамките само на десет дена. Малката група останали френски войници, които напускат града на 4 май, обявяват неутралитет, както постъпват и заирските мироопазващи сили.
Въоръжените сили на Севера (ВСС) получават икономическа и военна помощ от Судан и Египет, а малко след започването на битката Гукуни се сдобива с подкрепата на Въоръжените сили на Чад на Камуге и Революционния демократичен съвет (РДС) на Акил, както и с либийска артилерия. На 6 юни ВСС поемат контрол върху Фая (както е известна още Фая-Ларжо). Това обезпокоява Гукуни, който подписва Договор за приятелство с Либия на 15 юни. Договорът легитимира присъствието на Либия в Чад и ѝ дава свобода на действие. Това става видно от първия член от този договор, според който двете страни ще си осигурят взаимна защита, а заплаха за една от тях би означавала заплаха за другата.
В началото на октомври либийски войници, изнесени с въздушен транспорт в Ивицата Аузу, преокупират Фая заедно с войските на Гукуни. Градът е използван като събирателен пункт за танкове, артилерия и бронирана техника, които се движат на юг по посока столицата Нджамена.
На 6 декември атаката срещу столицата започва, предвождана от съветски танкове Т-54 и Т-55. Според някои източници, тя е координирана от съветници от СССР и ГДР. На 16 декември Нджамена пада. Либийските военни сили се състоят от 7000 до 9000 войници от редовната армия и от паравоенния панафрикански Ислямски легион, 60 танка и друга бронирана техника. Те изминават 1100 km от най-южните части на Либия до столицата на Чад, като част от тях използват военновъздушен транспорт и танкови влекачи. Самата междудържавна граница е на 1000 – 1100 km от основните военни бази на Либия, които се намират по средиземноморското крайбрежие. Либийската интервенция демонстрира логистическите способности на Кадафи и му носят първа военна победа и значителен политически успех.
Въпреки че е изпратен в изгнание, а силите му са изместени в покрайнините на Дарфур, Хабре не се предава. На 31 декември той обявява в Дакар, че ще продължи военните действия срещу ППНО с партизански методи.

### Либийско изтегляне (1981)
На 6 януари 1981 в Триполи излиза общо комюнике на Кадафи и Гукуни, с което се оповестява решението на Либия и Чад „да работят за постигането на пълно единство между двете държави“. Планът за обединение предизвиква силно негативни реакции в Африка и е осъден веднага от Франция. На 11 януари тя предлага на приятелски африкански държави да подсили своите френски гарнизони. На 15 януари Френският средиземноморски флот е поставен в състояние на тревога. Либия отговаря със заплаха за налагането на петролно ембарго, а Франция заплашва Кадафи с реакция, ако той атакува съседна страна. Споразумението среща съпротивата на всички министри от ППНО, които са с Гукуни в Триполи, с изключение на Акил.
Повечето наблюдатели са на мнение, че причините за приемането на споразумението от Гукуни са смесица от заплахи, голям натиск и финансовата помощ, обещана от Кадафи. Освен това непосредствено преди посещението си в Триполи Гукуни изпраща 2 от своите командири в Либия на консултации. В Триполи Гукуни научава от Кадафи, че те са убити от „либийски дисиденти“, и че ако не иска да рискува да загуби либийското благоразположение и собствената си власт, той трябва да приеме обединителния план.
Съпротивата, с която се сблъскват, кара Кадафи и Гукуни да омаловажат значението на комюникето. Те започват да говорят за „съюз“ на народите, а не на държавите, и за „първа стъпка“ към по-тясно сътрудничество. Но комюникето вече е излязло на бял свят и то нанася удар по репутацията на Гукуни на националист и държавник.
В отговор на увеличаващия се международен натиск срещу либийското присъствие в Чад Гукуни заявява, че либийците са в Чад по молба на правителството, и че международните медиатори просто трябва да приемат решението на суверенното чадско правителство. На среща, проведена през май, Гукуни отстъпва в позициите си и обявява, че макар оттеглянето на либийците да не е приоритет, той ще приеме решенията на Организацията за африканско единство (ОАЕ). Гукуни по това време не може да си позволи да се откаже от либийската военна помощ, която му е необходима за борбата с Въоръжените сили на Севера на Хабре. ВСС са подкрепяни от Египет и Судан и получават финансиране от ЦРУ по египетски канал.
Същевременно отношенията между Гукуни и Кадафи започват да се обтягат. Броят на либийските войници, които са дислоцирани в различни точки на Северен и Централен Чад, достига 14 000 през януари-февруари 1981. ППНО е силно подразнено от либийските сили в страната, които подкрепят фракцията на Акил при търканията му с други милиции, включително при сблъсъците в края на април с Народните въоръжени сили на Гукуни. Направени са опити и за либизирането на местното население, което кара мнозина да отъждествят „обединението“ с Либия с арабизиране и налагане на либийската политическа култура, в частност на Зелената книга.
Редом с боевете през октомври между Ислямските легионери на Кадафи и войниците на Гукуни, както и слуховете, че Акил крои планове за държавен преврат и за оглавяване на ППНО, Гукуни прави искане на 29 октомври за пълното и недвусмислено изтегляне на либийските сили от Чад. То трябва да започне от столицата Нджамена и да приключи до 31 декември. Либийците трябва да бъдат заместени от Междуафриканската сила (МАС) на ОАЕ. Кадафи се съгласява и до 16 ноември всички либийски войски напускат Чад, прегрупирайки се в ивицата Аузу.
Бързото отстъпление на Либия изненадва много наблюдатели. Причините са в желанието на Кадафи да бъде домакин на ежегодната конференция на ОАЕ през 1982 и да поеме президентството на ОАЕ през същата година. Положението на Либия в Чад също не е леко, тъй като липсва местна и международна подкрепа за либийското присъствие, и съществува риск от война с Египет и Судан, подкрепяни от САЩ. Кадафи не се отказва обаче от целите си в Чад и започва да се оглежда за друг лидер на Чад, тъй като не може да разчита на Гукуни.

### Кампанията на Хабре (1982)
Първият контингент на МАС, който пристига в Чад, е съставен от заирски парашутисти. Те са последвани от нигерийски и сенегалски сили, с които съставът на МАС нараства до 3275 войника. Преди мироопазващите сили да бъдат изцяло позиционирани, Хабре се възползва от оттеглянето на Либия и прави мащабни набези в Източен Чад. Абеше, град с голямо значение, пада на 19 ноември. Ум Хаджер е следващият град, който е превзет – в началото на януари. Той отстои само на 160 km от Ати, последният важен град преди столицата. ППНО е спасено временно от МАС, единствената сигурна военна сила, която се противопоставя на Хабре, и която попречва на ВСС да превземат Ати.
Предвид офанзивата на Хабре, ОАЕ поисква от ППНО да започне помирителни преговори с Хабре. Гукуни гневно отказва и по-късно казва следното: „ОАЕ ни измами. Нашата сигурност беше изцяло осигурена от либийските войници. ОАЕ ни оказа натиск да изгоним либийците. Сега, когато тях ги няма, организацията ни изостави и ни налага преговори за споразумение с Хисен Хабре.“
През май ВСС започват последната офанзива и преминават необезпокоявани покрай миропазителите в Ати и Монго. Гукуни, чийто гняв от отказа на МАС да се бие с Хабре расте, прави опит да възвърне отношенията си с Либия, и пристига в Триполи на 23 май 1982. Кадафи, обаче, все още помни горчивия опит от предната година и обявява либийски неутралитет в гражданската война.
Силите на ППНО правят последен опит за съпротива при Масагет, намиращ се на 80 km северно от столицата, на пътя между нея и Абеше. След тежка битка, те са победени от ВСС на 5 юни. Два дена по-късно Хабре влиза свободно в Нджамена и де факто оглавява националното правителство в Чад. Гукуни от своя страна напуска страната и търси убежище в Камерун.
Следващата цел на Хабре е да окупира останалата част от страната, което му помага да утвърди властта си. Само за шест седмици той покорява Южен Чад, унищожава Въоръжените сили на Чад, милицията на Камуге, чийто надежди за либийска помощ не се оправдават. Цялата страна е подчинена на новата власт, с изключение на Тибести.